# Thomas Linley junior

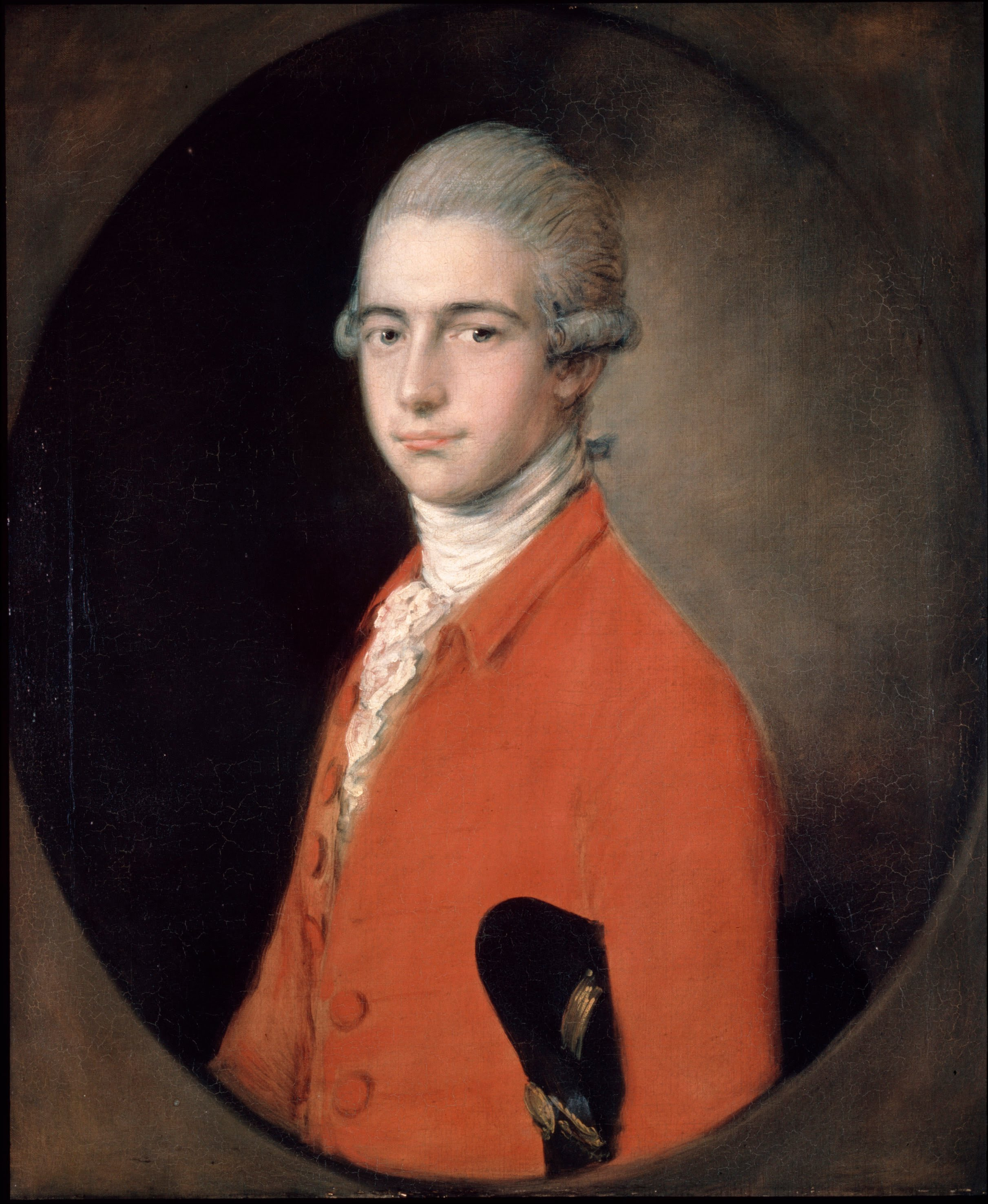
Thomas Linley junior.

Thomas Linley junior (* 7. Mai 1756 in Bath, Somerset; † 5. August 1778 in Grimsthorpe, Lincolnshire) war ein englischer Komponist und Violinist.

## Leben

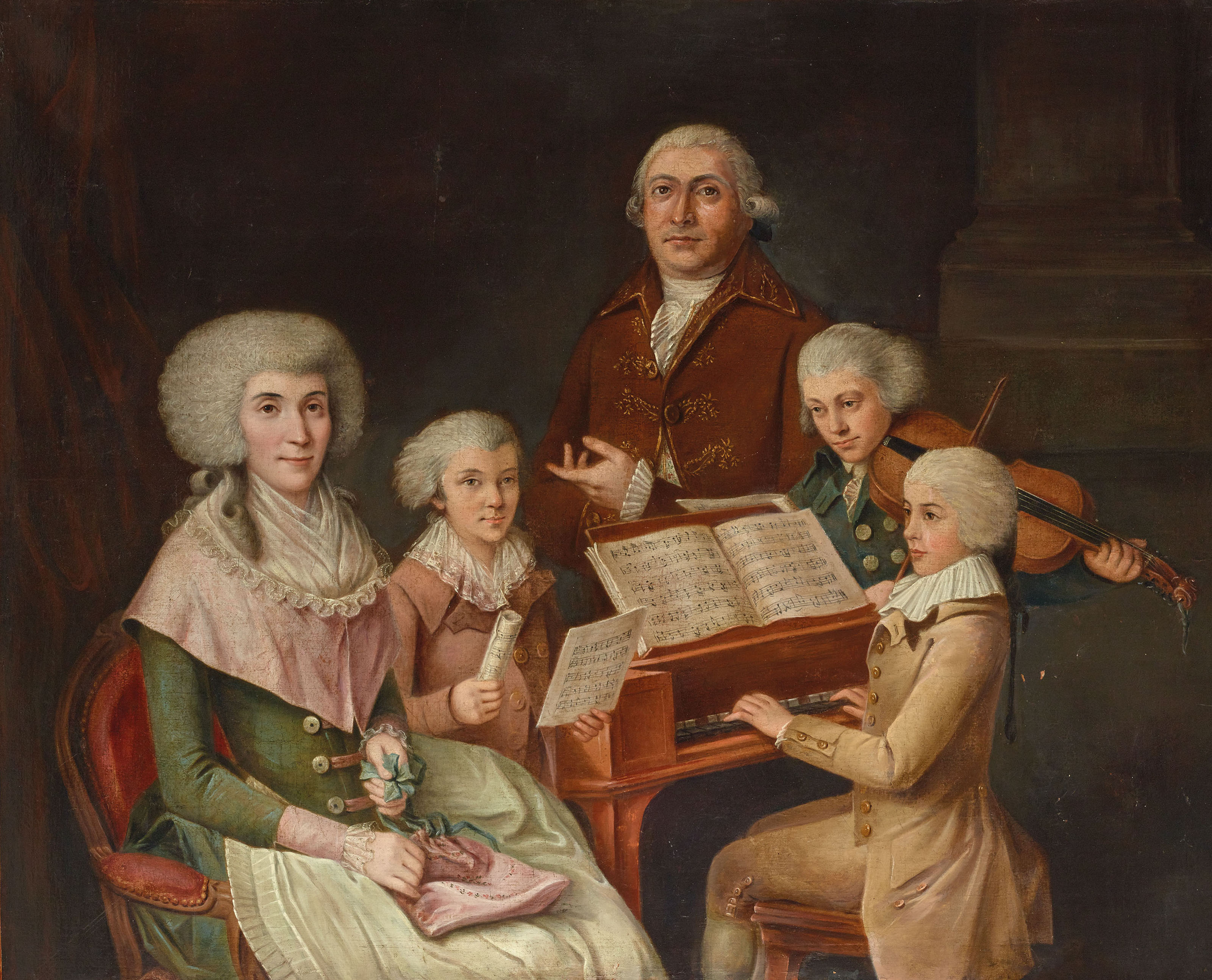
Mozart und Linley bei der Familie Gavard des Pivets in Florenz, 1770

Thomas Linley war der Sohn des Cembalisten, Komponisten und Gesangslehrers Thomas Linley senior. Er spielte bereits im Alter von 7 Jahren Violinkonzerte und war bereits ein erfahrener Komponist, bevor er nach Italien ging, um bei Pietro Nardini zu studieren. In Florenz begegnete er unter anderem dem jungen Wolfgang Amadeus Mozart.
1771 kehrte er nach London zurück und wurde schnell eine führende Persönlichkeit im Londoner Musikleben. Hier hatte er durch die Stellung seines Vaters beim Orchester des Theatre Royal Drury Lane (1773), der ab 1774 auch dessen Mitbesitzer und musikalischer Direktor wurde, zahlreiche Auftrittsmöglichkeiten als Konzertmeister und Violinist und konnte Kompositionen zur Aufführung bringen.
In den folgenden Jahren schrieb Linley vielbeachtete Werke, darunter eine Anthem für das Three Choirs Festival ('Let God arise'), das Oratorium The Song of Moses sowie als bedeutendstes Chorwerk die Lyric Ode of the Fairies, Aerial Beings and Witches (Shakespeare Ode).
Im Jahr 1775 erreichte er den größten Erfolg seines kurzen Lebens, als er den größten Teil der Musik für das Stück The Duenna seines Schwagers Richard Brinsley Sheridan komponierte, das bereits in der ersten Saison 75 Aufführungen erlebte.
Thomas Linley jr. ertrank im Alter von 22 Jahren auf einer Bootsfahrt und wurde in der Kirche von Edenham, Lincolnshire, bestattet.

## Notizen
1. ↑  romanhafte Erzählung aus der Jugend von Wolfgang Amadeus Mozart, als er 1770-71 Linley in Florenz bei Pietro Nardini traf

| Personendaten    | Personendaten                   |
| ---------------- | ------------------------------- |
| NAME             | Linley, Thomas junior           |
| KURZBESCHREIBUNG | englischer Komponist und Geiger |
| GEBURTSDATUM     | 7. Mai 1756                     |
| GEBURTSORT       | Bath, Somerset                  |
| STERBEDATUM      | 5. August 1778                  |
| STERBEORT        | Grimsthorpe, Lincolnshire       |